# Trillium grandiflorum
Trillium grandiflorum е вид тревисто многогодишно цъфтящо растение от семейство Melanthiaceae. Видът е незастрашен от изчезване.

## Разпространение
Trillium grandiflorum е разпространен в Източна Северна Америка, от Квебек до южните части на Съединените щати, през Апалачийските планини до най-северната част на Джорджия и на запад до Минесота. Също така се среща на остров Ванкувър в Британска Колумбия, като и в Нова Скотия и Айова.